# John Merricks
John Merricks, född den 16 februari 1971 i Leicester, död 15 oktober 1997 i Castiglione della Pescaia, var en brittisk seglare.
Han tog OS-silver i 470 i samband med de olympiska seglingstävlingarna 1996 i Atlanta.